# Hayley Ladd
Hayley Ladd (* 6. Oktober 1993 in Dacorum, Hertfordshire, England) ist eine in England geborene walisische Fußballspielerin.

## Karriere
Ladd startete ihre Karriere in der Jugend von St Albans City. Nachdem sie diverse Jugendteams mit dem Verein aus Hertfordshire durchlaufen hatte, wurde sie nach erfolgreichen Probetrainings vom FA-Women’s-Super-League-Verein Arsenal LFC verpflichtet. Nachdem sie lediglich viermal auf der Bank des FA Women’s Super League Vereines saß, wurde sie im August 2012 zum finnischen Naisten-Liiga-Verein Kokkola 10 ausgeliehen. Nach zwei Monaten kehrte sie zu Arsenal zurück und wurde zum britischen FA-Women’s-Premier-League-Club Coventry City ausgeliehen. 2017 wechselte sie zu Birmingham City und 2019 zu Manchester United WFC.
Im Januar 2025 wechselte sie zum FC Everton.

### International
Ladd wurde erstmals für den Algarve-Cup in die walisische Fußballnationalmannschaft der Frauen im März 2011 berufen. Sie gab ihr Debüt am 15. Juni 2011, als sie in der 87. Minute für Helen Lander im Freundschaftsspiel gegen Neuseeland im schweizerischen Savièse eingewechselt wurde.
In der Qualifikation für die EM 2025 kam sie in allen zehn Spielen zum Einsatz und verpasste keine Minute. Durch einen 2:1-Auswärtssieg gegen Irland im Play-off-Finale qualifizierten sich die Waliserinnen für die EM-Endrunde und damit erstmals für ein großes Fußballturnier.
Am 21. Februar 2025 bestritt sie im Nations-League-Spiel gegen Italien ihr 100. Länderspiel.
Am 19. Juni 2025 wurde sie für die erste EM-Endrunden-Teilnahme nominiert. Sie wurde im ersten und letzten Gruppenspiel eingesetzt, nach dem die Waliserinnen ausschieden.